# ديفيد ليل
ديفيد ليل (بالإنجليزية: David Lill)‏ هو لاعب كرة قدم بريطاني، ولد في 17 فبراير 1947 في Aldbrough, East Riding of Yorkshire ‏ في المملكة المتحدة. لعب مع كامبريدج يونايتد ونادي روذرهام يونايتد وهال سيتي.